# Obaga de la Gavarnera
L'Obaga de la Gavarnera és una obaga del terme municipal de Conca de Dalt, a l'antic terme d'Hortoneda de la Conca, al Pallars Jussà, en territori que havia estat del poble d'Hortoneda, però a prop de Pessonada.
Es troba al sud-est d'Hortoneda i a l'est-nord-est de Pessonada, a la dreta de la llau dels Tolls de la Gavarnera i a l'esquerra de la llau de la Gavarnera, al nord del Pas del Banyader, a ponent de la Cogulla i del Serrat de l'Agranador.

## Etimologia
Joan Coromines associa Gavarnera i Gavernera a Gavarrera. Totes dues són variants diferents del nom de la planta de la gavarra, i tenen el significat de serrat embardissat. Aquest mot és d'origen iberobasc, associat amb el bas gaparra (esbarzer). La primera part del topònim, obaga fa referència al tipus de territori de què es tracta (vegeu obaga).